# Церковь Рождества Иоанна Предтечи на Каменном острове
Храм Рождества́ Иоа́нна Предте́чи на Каменном острове (Иоанновская церковь) — приходской православный храм в Санкт-Петербурге при Каменноостровском дворце. Относится к Петроградскому благочинию Санкт-Петербургской епархии Русской православной церкви. Являлась капитульным храмом ордена Святого Иоанна Иерусалимского.
Построена в 1778 году по проекту архитектора Юрия Фельтена в стиле неоготики.
Настоятель — протоиерей Вадим Буренин.

## История
Церковь была заложена 17 мая 1776 года в присутствии высшего епархиального и морского начальства.
Церковь построена в 1776—1778 годах при инвалидном доме моряков Балтийского флота, архитектор — Юрий Фельтен. Когда император Павел I стал главой Мальтийского ордена, при церкви было устроено кладбище мальтийских кавалеров, кавалеры принимали присягу в церкви. После вступления Александра I на императорский престол кладбище было закрыто, захоронения перенесены на Смоленское православное кладбище. После постройки Каменноостровского дворца церковь была передана ему. Предтеченская церковь, однако, продолжала пользоваться популярностью и у царя, и у высших слоёв общества. «…Александр I также любил в Каменноостровской церкви изливать свои тёплые молитвы», — таковы свидетельства современников. В ней часто бывали Гавриил Державин и Александр Суворов.
В 1833 году Александр Пушкин снимал дачу на Чёрной речке, а в 1834 и 1836 годах — на Каменном острове. В Иоанновской церкви были крещены трое его детей. 20 июля 1833 года здесь крестили Сашу. Восприемниками мальчика были Павел Нащокин и Екатерина Загряжская, 22 мая 1835 года — младшего сына Гришу. Восприемниками мальчика были друг Пушкина Василий Жуковский и Екатерина Загряжская. 27 июня 1836 года состоялось таинство крещения младшей дочери Таши (так звали девочку в семье). Крестными её были Екатерина Загряжская и друг поэта композитор Михаил Виельгорский. Скорее всего, перед роковой дуэлью с Дантесом поэт тоже заходил именно в этот храм.
В советское время церковь была закрыта 13 декабря 1937 года при настоятеле протоиерее Николае Ломакине. Имущество церкви было изъято и исчезло, а во время одного из пожаров была уничтожена стенная роспись и немногое оставшееся убранство. Благодаря усилиям сотрудника Инспекции по охране памятников, архитектора Юрия Стравинского, который провёл большую историко-архивную работу, написал историческую справку и сделал несколько сообщений перед архитектурной общественностью, здание церкви было взято в 1935 году под государственную охрану и не было уничтожено. В 1938 году здесь разместилась мастерская скульптора Игоря Крестовского, а в 1948 году в здании был оборудован спортзал военного санатория, разместившегося в Каменноостровском дворце.
Здание церкви было передано зарегистрированному приходу в 1989 году. После освящения престола 14 ноября 1990 года митрополитом Иоанном Снычёвым в церкви возобновились богослужения. 10 июня 1991 года храм был официально возвращен Ленинградской епархии.
С 1991 по 1996 год настоятелем храма был иеромонах Валентин (Соломаха), с 1996 года был назначен протоиерей Вадим Буренин

## Архитектура
Иоанновская церковь является ярким примером неоготического стиля и издалека по виду напоминает католический костёл. Она представляет собой неоштукатуренное здание из красного кирпича с остроконечным стрельчатым куполом серого цвета. Над входом возвышается колокольня, состоящая из одного яруса, в котором располагается звонница. Вместо сплошной стены с имеющимися в ней проёмами для звонниц на колокольне по углам расположены четыре колонны, поддерживающие четырёхгранный шатёр серого цвета, который заменяет купол.
Доминирующим готическим архитектурным элементом церкви являются зарешеченные стрельчатые окна, в такой же форме выполнен козырёк над входом. Возле входа в церковь по бокам на углах имеются треугольные выступы в стене, опускающиеся до земли. На один из них прикреплена табличка с названием церкви, годом постройки и архитектором. Церковь в плане крестообразная. Внутренние помещения перекрывают сомкнутые стрельчатые готические своды. Деревянный иконостас также слегка стилизован под готику.

## Часовня
Часовня иконы «Всецарица», приписанная к Предтеченской церкви, расположена на берегу Большой Невки. Изначально нынешнее здание часовни было построено в 1956 году архитектором В. С. Васильковским и служило техническим павильоном Ушаковского моста. Павильон был стилизован в духе стоящего рядом храма. В 2002 году он был передан церкви и тем же В. С. Васильковским преобразован в часовню. Часовня представляет собой круглое здание из красного кирпича на круглом ступенчатом основании, на стене имеются готические стрельчатые окна, повторяющие формой окна церкви. Стену часовни по всему диаметру украшает расположенный над окнами декоративный фриз, над фризом — архитрав в виде цепи из соединённых между собой волнистых дуг. Вместо купола у часовни имеется почти плоская крыша серого цвета, по центру которой расположен кирпичный цилиндр, увенчанный луковичной маковкой с крестом.